# 인프라레코더
인프라레코더(InfraRecorder)는 마이크로소프트 윈도우용 오픈 소스 CD 및 DVD 작성 프로그램이다. 구글 서머 오브 코드 2006에서 크리스티안 킨달이 처음 시작한 인프라레코더는 cdrtools 소프트웨어 라이브러리를 사용하여 실제 굽기를 수행한다.
0.46부터 인프라레코더는 GNU 일반 공중 사용 허가서 3의 조건에 따라 출시되며 자유 소프트웨어이다. 2007년 11월 CNET은 인프라레코더를 상업용 DVD 굽기 소프트웨어에 대한 최고의 무료 대안으로 평가했다.
인프라레코더는 윈도우용 오픈 소스 소프트웨어 모음인 VALO-CD에 포함되어 있다.